# Gustave Lecomte
Gustave Lecomte, né en 30 mai 1827 à Paris et mort le 2 décembre 1906 dans cette même ville, est un architecte français.

## Biographie
Jean Marie Gustave Lecomte naît le 20 mai 1827 à Paris. Il fait de bonnes études au collège Stanislas et poursuit par des études d’architecture en devenant l’élève de Pierre-Joseph Garrez. Il intègre l'École des beaux-arts de Paris en 1845 et après quelques succès et de la pratique, il conçoit son premier bâtiment en 1848. À partir du 8 novembre 1854, il est également inscrit au tableau des experts auprès du Tribunal de Paris. Il effectue ainsi au cours de sa carrière plus d’une centaine de constructions et plus de 1 500 expertises. Il décède le 2 décembre 1906 à Paris,,. Ses obsèques sont célébrées le 4 en l’église Saint-Jacques-du-Haut-Pas et il est inhumé au cimetière du Père-Lachaise.

## Réalisations
- À Paris, immeuble sis 1 boulevard Saint-Michel, archétype de l’immeuble haussmannien[5].